# Synagoga w Starym Samborze
Synagoga w Starym Samborze – powstała pod koniec XIX wieku. Przetrwała II wojnę światową, chociaż została zdemolowana przez Niemców. Obecnie jest opuszczona. Jest położona przy ulicy Chmielnickiego.